# Joachim Schreiber
Joachim Schreiber (* 1964 in Tuttlingen) ist ein deutscher katholischer Kirchenmusiker, Organist und Komponist. Er ist nicht zu verwechseln mit dem gleichnamigen, 1967 geborenen evangelischen Kirchenmusiker.

## Werdegang
Joachim Schreiber wurde 1964 in Tuttlingen geboren. Nach einem Studium an der Katholischen Hochschule für Kirchenmusik in Rottenburg am Neckar war er zunächst im Kreis Tuttlingen als Organist, Lehrer an der Musikschule Tuttlingen und Chorleiter tätig. Danach war er von 2000 bis 2016 hauptamtlicher Kirchenmusiker der Prämonstratenserabtei Kloster Windberg in Niederbayern. Von 2011 bis 2016 war er außerdem Dekanatskirchenmusiker im Dekanat Bogen-Pondorf.
Seit September 2016 ist er Regionalkantor und bischöflicher Beauftragter für Kirchenmusik im Dekanat Kelheim, wo er unter anderem nebenamtliche Organisten ausbildet. Außerdem ist er Kirchenmusiker an der Stadtpfarrkirche St. Laurentius in Neustadt an der Donau.

## Preise
- 2012: Erster Preis (Peter-Planyavsky-Preis) (zwei Mal vergeben) beim internationalen Kompositionswettbewerb der Universität für Musik und darstellende Kunst Wien für sein Perikopenlied Selig[3]
- 2013: Erster Preis beim Kompositionswettbewerb zum Jahr des Glaubens der Pfarrei Waldsassen in Zusammenarbeit mit dem Referat für Kirchenmusik der Diözese Regensburg, für sein Credo für Gemeinde, Chor, Orgel und Bläserquintett ad libitum[4][5]

## Werke
- Untermarchtaler Vinzenzmesse für Frauenchor und Orgel (2012)
- Missa Brevis a tre für 3-stg. Chor (SABar) und Orgel
- Der Herr ist mein Hirte (Psalm 23) für 4-stg. gemischten Chor und Klavier
- Missa Windbergensis für Soli, Chor und Orchester
- Kontemplation. Ein Musikalisches Gebet für Horn und Orgel
- Drei Ave Maria für 4-stg. gem. Chor (SATB) und Orgel (ad lib.).,  für 4-stg. Frauenchor (SSAA) und für hohe Singstimme, Flöte und Orgel
- Credo. Das Apostolische Glaubensbekenntnis für Gemeinde, 4-stg. gemischten Chor, Orgel und Bläser ad lib.
- Selig. Perikopenlied für zwei, drei- oder vierstimmigen Chor, Flöte (oder Voline) und Orgel
- Missa brevis zu Ehren der Hl. Luise von Marillac für 4stg. Frauenchor (SSAA) und Orgel
- Ave Maria für Sopran, 2-stg. Kinderchor und Orgel
- Norbertus-Messe für 4-stg. gemischten Chor, Solo ad lib., Klarinette, Blechbläser, Pauken und Streicher
- Festliche Fanfare für 2 Trompeten und Orgel
- Gelobt seist du Herr Jesu Christ, Choralfantasie für Orgel
- Aus dem Munde deiner Kinder schaffst du dir Lob für Frauenchor (Kinderchor) und Tasteninstrument
- Es ist ein Ros entsprungen für vier- oder dreistimmigen Chor SATB / SAM / SSA / Kinderchor SS und obligate Orgel

Die genannten Werke sind bei verschiedenen Verlagen erschienen, unter anderem beim Strube-Verlag, bei Anton Böhm & Sohn, beim Carus-Verlag oder beim Musikverlag Dr. J. Butz. Einige sind darüber hinaus auch auf CD erschienen.
- Schauspielmusik zu Die Anstifter (Karl Müller-Hindelang und Christian Schönfelder)